# Konferenz der Tiere
Konferenz der Tiere (bra: Animais Unidos Jamais Serão Vencidos; prt: Animais Unidos) é um filme de animação por computador alemão de 2010, dos gêneros comédia e aventura, dirigido por Reinhard Klooss e Holger Tappe, com roteiro de Oliver Huzly e Reinhard Kloos baseado no livro homônimo de Erich Kästner e trilha sonora de David Newman.
É a primeira animação de aventura europeia realizada em 3D.